# Eriocaulon longipetalum
Eriocaulon longipetalum är en gräsväxtart som beskrevs av Alfred Barton Rendle. Eriocaulon longipetalum ingår i släktet Eriocaulon och familjen Eriocaulaceae.
Artens utbredningsområde är Angola. Inga underarter finns listade i Catalogue of Life.